# Force of Execution
Force of Execution es una película de acción dirigida por Keoni Waxma.

## Argumento
La película sigue la historia de un señor del crimen Alexander Coates, que se debate entre su legado y su deseo de salir de la vida del crimen que lo ha ayudado a construir su imperio cuando "Ice Man", un nuevo jugador intenta subir al poder y ocupar el puesto de Coates. El único amigo que tiene Alexander y al que puede recurrir por ayuda, es un ex-protegido Roman Hurst, quien tiene sus propios problemas. 
Una batalla entre los dos jefes y el crimen organizado iniciara y cobrará la vida de uno.

## Reparto
- Steven Seagal como John Alexander.
- Ving Rhames como "Ice Man", un criminal en busca de poder.
- Bren Foster como Roman Hurst, el protegido de Alexander.
- Danny Trejo como Jimmy "Oso" Peanuts, uno de los hombres de Alexander.
- Jenny Gabrielle como Karen, amiga de Roman y Oso.
- Marlon Lewis como Dante.
- Gillie Da Kid como Clay.
- David House como Dre, uno de los hombres de Alexander.
- Big U. Henley como Lathrell.
- Andy Brooks como Monty D.
- Jermaine Washington como Truck.
- Cajardo Lindsey como Benny.
- Ivan G'Vera como Constantine.
- J.D. Garfield como Cesare.
- Noel Gugliemi como Salvador.
- Rio Alexander como Manny.
- Dylan Kenin como Sasha.
- Johnnie Hector como Romero.
- Tommy Truex como uno de los guardias de Alexander.
- Alan D'Antoni como uno de los guardias de Alexander.
- Tait Fletcher como uno de los guardias de Alexander.
- Eric Steinig como uno de los guardias de Alexander.
- Ed Duran como uno de los guardias de Alexander.
- Matthew Lee Christmas como uno de los guardias de Alexander.
- Joshua Gómez como un criminal y miembro de la banda de Iceman.
- Saalim Nance como un criminal y miembro de la banda de Iceman.
- Derek Brumson como un criminal y miembro de la banda de Iceman.
- Dontrell Moore como un criminal y miembro de la banda de Iceman.
- Andre Herd como un criminal y miembro de la banda de Iceman.
- Robert Morris como un criminal y miembro de la banda de Iceman.
- Gilbert Guzman como un criminal y miembro de la banda de Iceman.
- Rocky Ramirez como un criminal y miembro de la banda de Iceman.
- Laurence Chavez como un criminal y miembro de la banda de Iceman.
- Michael Scarlett como un hombre del grupo Dante.
- Jahani Curl como un hombre del grupo Dante.
- Julian Harvey como un hombre del grupo Dante.
- Alex Terzieff como un guardia de la prisión.
- Michael-David Aragon como un guardia de la prisión.
- Lucas Leggio como un guardia de la prisión.
- Bobby Burns como un guardia de la prisión.
- Raliegh Wilson como un guardia de la prisión.

## Premios y nominaciones
| Año  | Categoría                                         | Premio    | Nominado        | Resultado |
| ---- | ------------------------------------------------- | --------- | --------------- | --------- |
| 2014 | Best Stunt Coordination in a Feature Length Drama | Leo Award | Lauro Chartrand | Ganó      |

## Producción
La película fue dirigida por Keoni Waxma, y escrita por Richard Beattie y Michael Black.
La película marca la cuarta colaboración entre Steven Seagal y Keoni Waxman (después de "The Keeper", "A Dangerous Man" y "Maximum Conviction"). También es la cuarta colaboración entre Seagal y el productor ejecutivo Binh Dang (después de "Into the Sun", "True Justice" y "Maximum Conviction").
La serie tiene una precuela llamada A Good Man, la cual fue estrenada el 19 de agosto de 2014. Seagal y Keoni volvieron a interpretar sus papeles como actor y director respectivamente.
La película del 2014 tuvo una precuela llamada "Absolution", la cual fue estrenada el 15 de mayo de 2015, donde nuevamente Seagal y Keoni trabajaron juntos.